# Orgeln der Klosterkirche Fürstenfeld
Die Hauptorgel der ehemaligen Zisterzienser-Klosterkirche St. Mariä Himmelfahrt des Klosters Fürstenfeld wurde 1736 von Johann Georg Fux gebaut. Das weitgehend unverändert erhaltene Instrument gilt als eines der bedeutendsten Denkmäler des barocken Orgelbaus in Bayern. Fux verwendete elf Register aus dem vorherigen Instrument wieder, die auf 1630 zurückgehen. Bemerkenswert sind die offenen 32'-Holzpfeifen in den äußeren Feldern des Prospekts, die versilbert und mit sogenannten „Fratzen“ bemalt sind. Dieses Instrument ist mit 27 Registern auf zwei Manualen und Pedal eine der größten erhaltenen Barockorgeln in Bayern. 1948 erbaute Josef Zeilhuber eine Chororgel mit 25 Registern auf zwei Manualen und Pedal.

## Hauptorgel

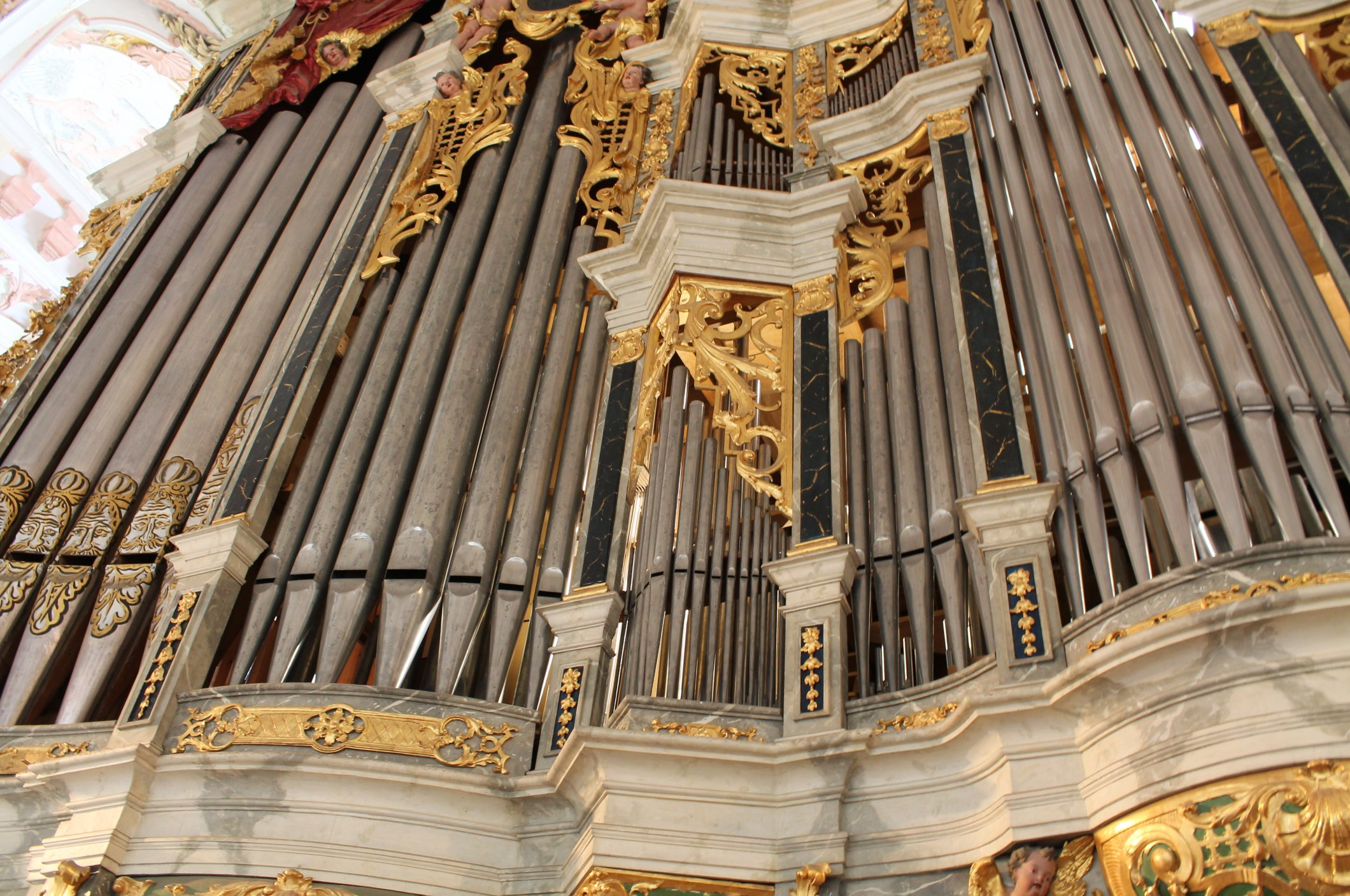
Prospektpfeifen
links: 32′-Holzpfeifen, Mitte: Principal 16′ und 8′ von 1630, rechts: rekonstruierter Violon 16′, oben: Petalmixtur 4′ von 1630

### Baugeschichte
In der Vorgängerkirche stand eine einmanualige Orgel eines unbekannten Erbauers von 1629/1630. Vor dem Kirchenneubau zu Beginn des 18. Jahrhunderts wurde das Instrument eingelagert. Johann Georg Fux verwendete für seinen Neubau sechs Windladen und elf Pfeifenreihen aus der vorherigen Orgel. Die neue Orgel mit 27 Registern auf zwei Manualen und Pedal, angelegt mit der damals üblichen kurzen Oktav', wurde am 14. August 1736 geweiht. Johann Georg Greiff schuf den Orgelprospekt, der mit knapp 16 Metern Höhe und 11,5 Metern Breite zu den größten in Bayern zählt.
Außer dem Zungenregister „Trompas 16'“ im Pedal hat die Orgel nur Labialregister. Die hölzernen Prospektpfeifen des 32′-Registers „Gross Portun“ sind mit einem Silberanstrich versehen. Dies war eine gängige Sparmaßnahme in der Barockzeit, da Metallpfeifen in dieser Größe wesentlich teurer waren. Johann Georg Fux hatte keine Erfahrung mit offenen 32'-Pfeifen und verschätzte sich offenbar in Bezug auf die erforderliche Windversorgung dieses Registers. Bis zur Restaurierung durch Sandtner 1978, bei der unter anderem die Windzufuhr zu den Prospektpfeifen modifiziert wurde, war der „Gross Portun“ nahezu stumm. 1850 ersetzte Max Maerz drei Register in 16'-Lage: Violon, Trompas und Subpas. 1915 hängte Leopold Nenninger die Traktur um einen Halbton nach unten um, so dass die Orgel auf die heute gebräuchliche Stimmtonhöhe gebracht wurde, ergänzte in allen Registern die tiefsten Pfeifen, und stimmte die Orgel gleichstufig.
1977–1978 wurde die Orgel von Sandtner restauriert. Mehrere Register und die komplette Windanlage, die bei früheren Arbeiten ersetzt worden waren, wurden dabei rekonstruiert. Die Gleichstufige Stimmung und die Stimmtonhöhe von 1915 wurden beibehalten. Neben einem elektrischen Gebläse kann die Orgel alternativ von Hand über vier große Keilbälge mit Wind versorgt werden.

### Disposition
| I Oberwerk CDEFGA–c3 |                  |   |
| Holzprincipal        | 8′               | * |
| Viol di Gamba        | 8′               | S |
| Salicat              | 8′               | S |
| Coppl                | 8′               | * |
| Octav                | 4′               | * |
| Spitz Fletten        | 2′               |   |
| Hörndl II            | 1 ⁄3′, 4⁄5′      | * |
| Cimpl III–II         | 1⁄2′, 1⁄3′, 1⁄4′ | * |

| II Hauptwerk CDEFGA–c3 |                             |   |
| Violon                 | 16′                         | S |
| Principal              | 8′                          | * |
| Fletten offen          | 8′                          |   |
| Quintadena             | 8′                          |   |
| Octav                  | 4′                          |   |
| Walt Fletten           | 4′                          | S |
| Quint                  | 3′                          |   |
| Superoctav             | 2′                          |   |
| Sesquialter II         | 2′, 1 3⁄5′                  | * |
| Mixtur V               | 1 ⁄3′, 1′, 4⁄5′, 2⁄3′, 1⁄2′ | * |
| Cimpl III              | 1′, 2⁄3′, 1⁄2′              | S |

| Pedal CDEFGA–a0 |                                  |   |
| Gross Portun    | 32′                              |   |
| Petalprincipal  | 16′                              | * |
| Subpas          | 16′                              | S |
| Octavpas        | 8′                               | * |
| Quintpas        | 6′                               |   |
| Superoctavpas   | 4′                               |   |
| Petal Mixtur VI | 4′, 3 1⁄5′, 2 ⁄3′, 2′, 1 ⁄3′, 1′ | * |
| Trompas         | 16′                              | M |

- Koppeln: Schiebekoppel I/II, II/P.

Anmerkungen
* = enthält Pfeifen aus der Vorgängerorgel von ca. 1630
M = 1850 neu von Max Maerz
S = rekonstruiert von Orgelbau Sandtner 1978

## Chororgel

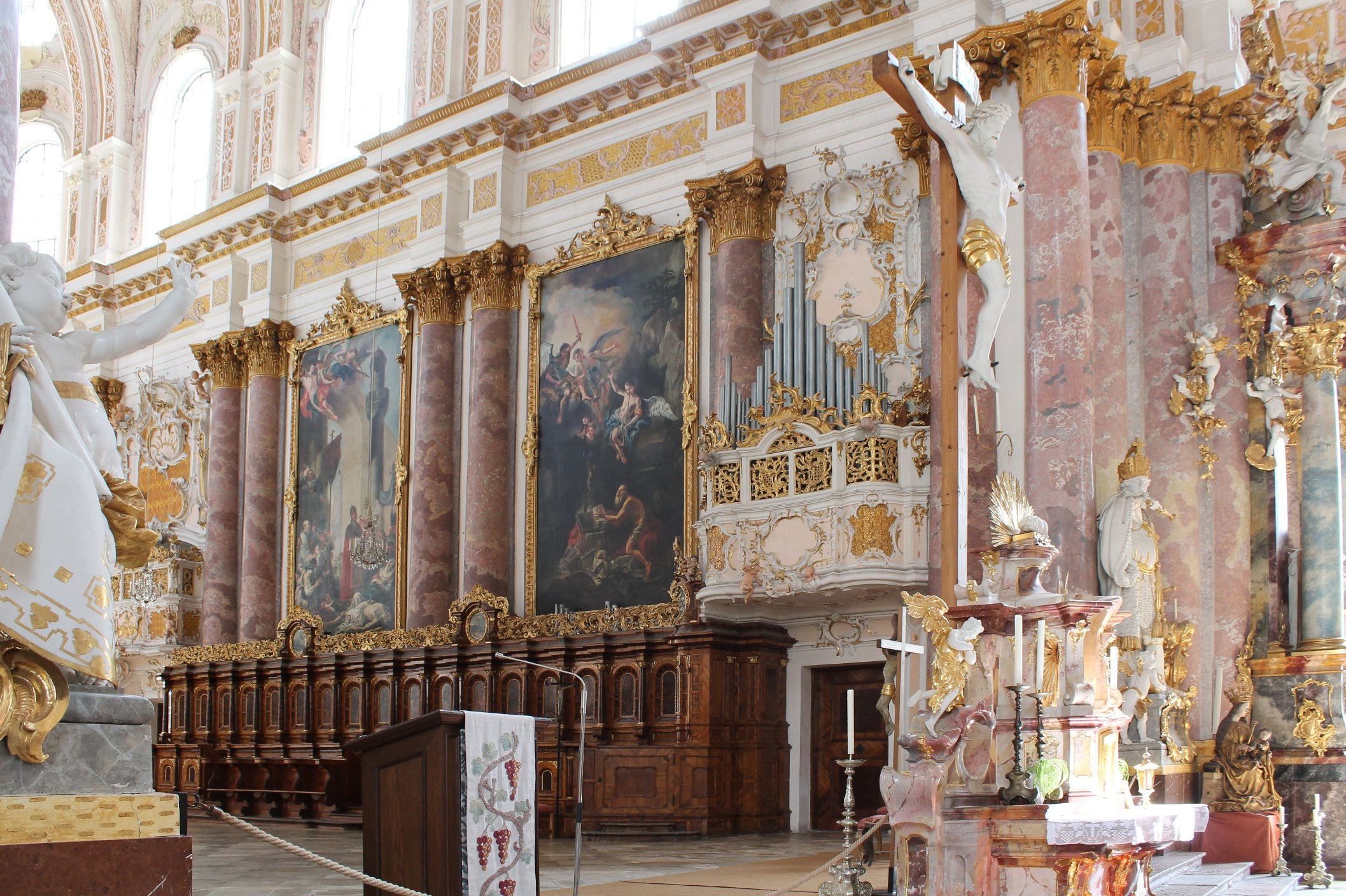
Chorgestühl mit Zeilhuber-Orgel von 1948

Von 1923 bis 1951 lebten Benediktiner vom Kloster Ettal im Kloster Fürstenfeld. Da sie sich ein Instrument für das Chorgebet wünschten, stiftete ein Fürstenfeldbrucker Geschäftsmann eine Chororgel. Dieses Instrument wurde 1948 von Josef Zeilhuber gebaut und trug auf Wunsch des Stifters den Namen Marienorgel. Sie hat 25 Register auf zwei Manualen und Pedal. Zwei im Spieltisch vorgesehene Register (Schalmey 4′ und Lieblich Posaune 16′) wurden aus Kostengründen nicht gebaut. Der Spieltisch ist im Chorgestühl integriert. Das Hauptwerk befindet sich unsichtbar dahinter, Oberwerk und Pedal eine Ebene höher auf einem der südlichen Oratorien. 2002–2003 erfolgte eine Restaurierung durch Christoph Kaps Eichenau, der unter anderem ein historisches Zungenregister (Horn 8') aus der alten Baumburger Orgel hinzufügte. Es wurden die wichtigsten Arbeiten durchgeführt, um das Instrument spielbar zu halten. Der Spieltisch von 1948 wurde beibehalten, ist aber zunehmend störanfällig. 
| I Manual C–a3 |       |
| Prinzipal     | 8′    |
| Spitzgedackt  | 8′    |
| Waldflöte     | 8′    |
| Oktave        | 4′    |
| Gemshorn      | 4′    |
| Quinte        | 2 ⁄3′ |
| Nachthorn     | 2′    |
| Mixtur IV     | 1 ⁄3′ |
| Trompete      | 8′    |

| II Manual C–a3 |       |
| Pommer         | 16′   |
| Gedackt        | 8′    |
| Violflöte      | 8′    |
| Prinzipal      | 4′    |
| Rohrgedackt    | 4′    |
| Kleinoktave    | 2′    |
| Sesquialter II | 1 ⁄3′ |
| Zimbel III     | 2⁄3′  |
| Horn           | 8′    |

| Pedal C–f1       |              |
| Subbass          | 16′          |
| Octavbass        | 8′           |
| Gedacktbass      | 8′           |
| Choralbass       | 4′           |
| Prinzipal        | 2′           |
| Rauschpfeife IV  | 2 ⁄3′        |
| Lieblich Posaune | 16′ (vakant) |

- Koppeln: II/I, I/P, II/P
- Spielhilfen: Handregister, 1 freie Kombination, 1 freie Pedalkombination, Tutti, Crescendowalze
- Kegellade, elektropneumatische Spiel- und Registertraktur

## Organisten
- 1969–2013: Roland Muhr (1948–2015)[2]
- 2014–2023: Christoph Hauser (* 1972)
- seit 2024: Regina Neumüller (* 1997)

## Bildergalerie

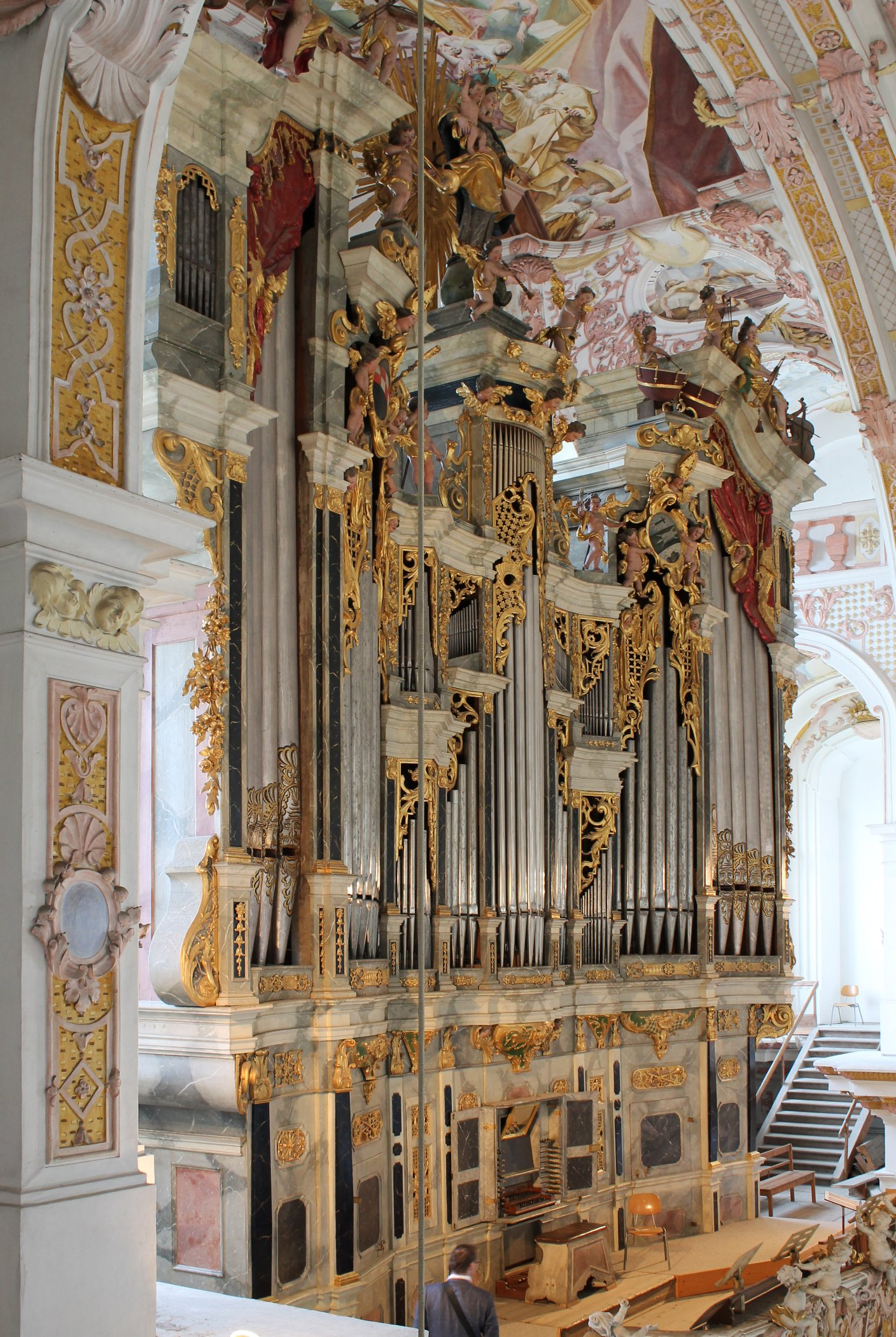
Fux-Orgel
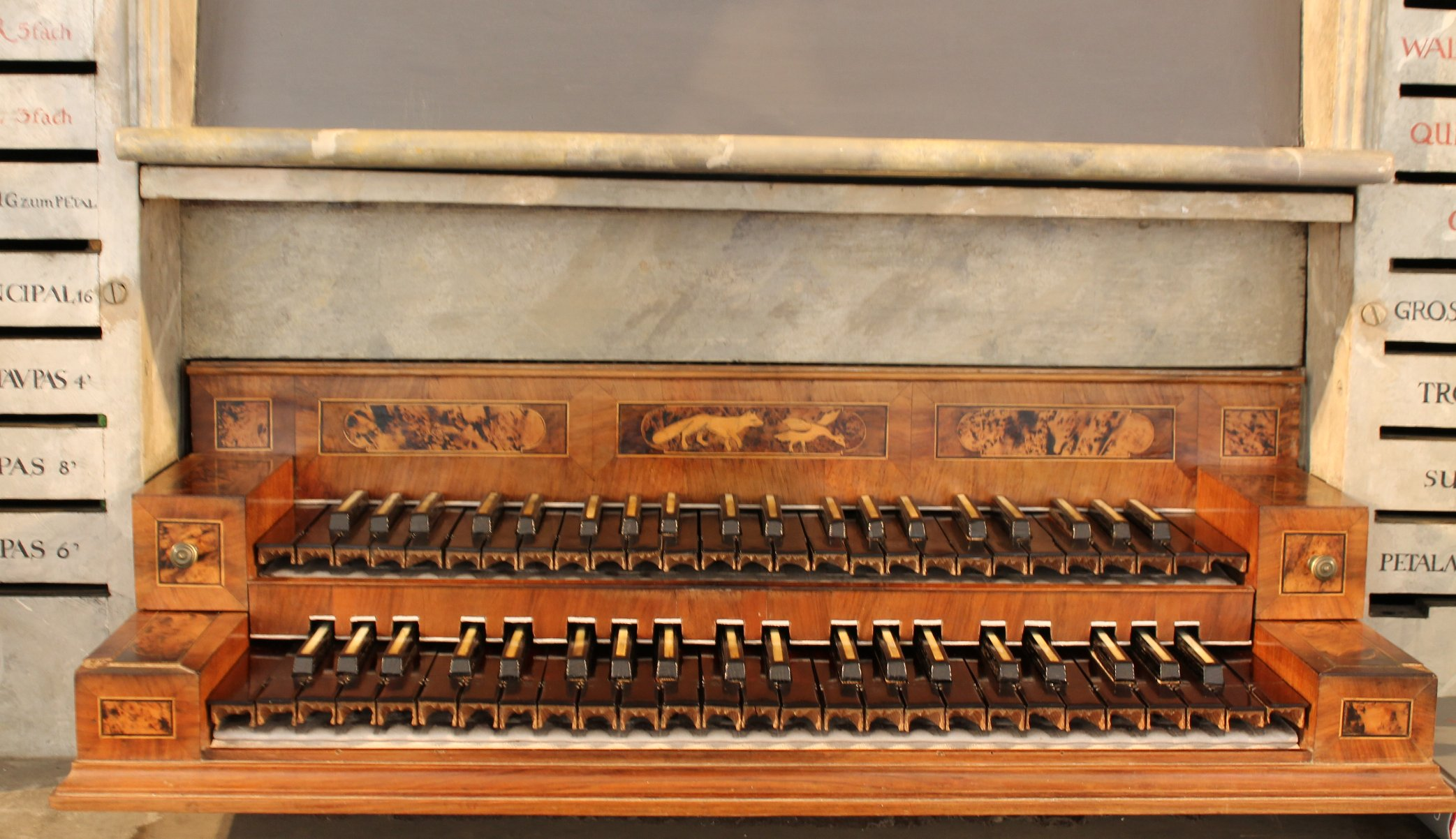
Klaviaturen mit dem „Firmenschild“ von Fux (Intarsien zeigen einen Fuchs auf der Jagd nach einer Gans)
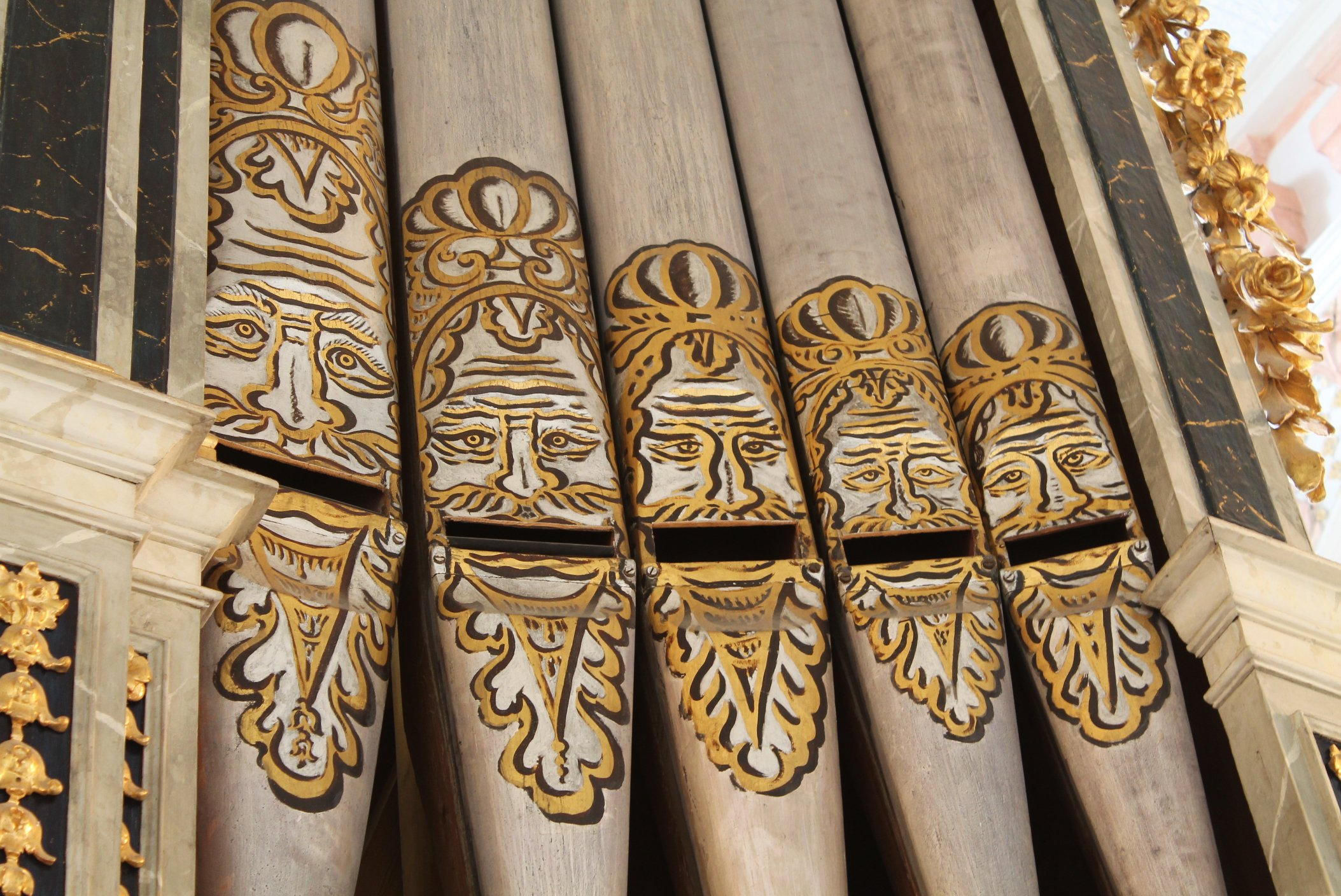
Verzierung der 32′-Holzpfeifen
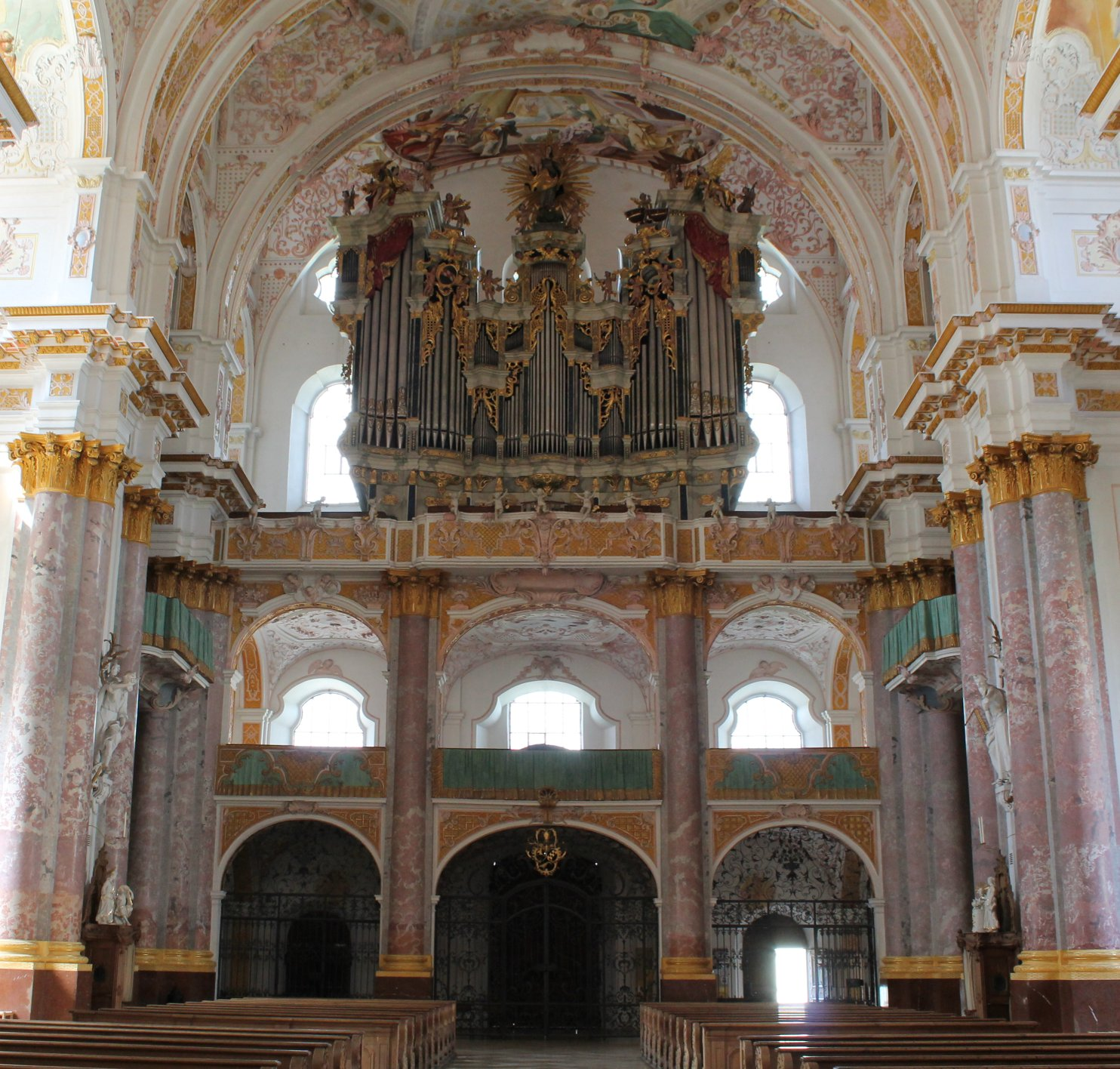
Blick auf die Orgelempore

## Aufnahmen/Tonträger
- Sternstunden barocker Orgelkunst. Motette, CD 10791, 2004 (Roland Muhr in der Klosterkirche Fürstenfeld)